# Colección Arqueológica de Neápolis
La Colección Arqueológica de Neápolis es una colección o museo de Grecia ubicada en la ciudad de Neápolis, en la isla de Creta.
Fue creada antes de la Segunda Guerra Mundial y se encuentra en un edificio cedido al Ministerio de Cultura de Grecia por el Ministerio de Sanidad y el municipio.
Esta colección contiene una serie de hallazgos procedentes de algunas excavaciones de la parte oriental de Creta. Entre ellos se encuentran los de la zona de la ciudad de Elunda y los de Dreros, ambos excavados por la Escuela Francesa de Atenas. 
Por otra parte, contiene los objetos de la tumba del periodo minoico tardío de Turlotí, cerca de Sitía, y los de una tumba que se ha relacionado con la antigua ciudad de Istron del periodo helenístico, en la zona de Kalo Jorio, ambos excavados por Emmanuel Mavroeidis. 
También hay objetos de la zona de la bahía de Mirabello, y otros hallazgos procedentes de las antiguas ciudades de Lato y Kamara (ambas en el entorno de la ciudad de Agios Nikolaos). También se expone una colección de monedas.